# 18-я стрелковая дивизия (1-го формирования)
18-я стрелковая дивизия — стрелковое формирование (стрелковая дивизия) РККА ВС Союза ССР, до и во время Великой Отечественной войне.
Действительное сокращённое наименование формирования, применяемое в рабочих документах — 18 сд. Действительное полное наименование — 18-я Краснознамённая стрелковая дивизия.

## История
Сформирована 15 августа 1939 года в Ульяновске на базе 86-й стрелковой дивизии как 111-я стрелковая дивизия, в апреле 1940 года была переименована в 18-ю стрелковую дивизию (ранее существовавшая 18-я стрелковая дивизия была разгромлена в войне с белофиннами и расформирована в следствии утраты боевого знамени). 
На июнь 1941 года Восемнадцатая дивизия дислоцировалась в Казани, с середины июня 1941 года начала переброску к западным границам Союза ССР. На 22 июня 1941 года на западную границу убыли 208-й стрелковый полк и большая часть других полков со штабами. В Казани остался командир дивизии, некоторые дивизионные части и все тылы. 25 июня 1941 года ушёл последний воинский поезд, однако к месту сосредоточения (Орша) дивизия начала прибывать только 29 июня 1941 года.

## Боевой путь
К 3 июля 1941 года 18 сд заняла позиции западнее Орши, однако к 5 июля 1941 года была перемещена южнее Орши, заняв позиции по левому берегу Днепра, прикрывая участок фронта от Орши и почти до Шклова.

Из воспоминаний В. Ю. Казанцева:
«Всех озадачивала слишком уж большая ширина участка обороны по фронту. Наши уставы определяли ширину фронта обороны для стрелковой дивизии от 8 до 12 километров, а здесь, где противник наносит свой главный удар, нам приходится обороняться на фронте шириной в тридцать километров. Накануне выхода вражеских передовых отрядов к Днепру, 8 июля, фронт нашей дивизии был расширен ещё на 10 километров. На этот раз наш левый фланг оказался всего в 2-х — 3-х километрах севернее города Шклова. Таким образом, ширина оборонительной полосы 18-й дивизии достигла уже сорока с лишним километров».
По распоряжению командира 61-го стрелкового корпуса дивизия была вынуждена выдвинуть передовые отряды в составе двух батальонов с противотанковым вооружением (3-й батальон 97-го стрелкового полка и 1-й батальон 208-го стрелкового полка) на рубеже реки Друть (40 — 45 километров от главного рубежа обороны). Передовые отряды были сразу потеряны, в результате отсечения их от главных сил.
9 июля 1941 года основные части дивизии вступили в бой. К 11 июля вражеские войска переправились в неприкрытом стыке севернее Шклова, и дивизия оказалась в окружении. Плацдармы южнее Орши дивизия ликвидировала.

Из воспоминаний Г. Гудериана, командира 2-й танковой группы:
«Между тем выяснилось, что 17-я танковая дивизия южнее Орши натолкнулась на столь сильного противника, что оказалось нецелесообразным продолжать наступление дальше на восточном берегу с небольшого, только что захваченного предмостного укрепления».
Надо отметить, что дивизия удерживала вверенный ей рубеж, находясь в окружении, вплоть до 18 июля 1941 года, когда был получен приказ об отходе. За эти бои соединение было представлено к награждению орденом Красного Знамени.
К 19 июля 1941 года дивизия заняла круговую оборону в районе Пищики, восточнее Днепра и вступила в бой. После отражения атак и больших потерь остатки 18-й дивизии пытались выходить из окружения на север.
23 июля 1941 года у деревни Козьяны погибли основные силы 18-й стрелковой дивизии и части 73-й стрелковой дивизии.
Небольшой части воинов дивизии к 23 июля 1941 года удалось выйти из кольца и присоединиться к группе генерала И. В. Болдина.
Официально соединение расформировано 19 сентября 1941 года. 25 сентября 1941 года 18 войсковой номер был назначен 18 дНО и она была переименована в 18-ю стрелковую дивизию, без сохранение награды (возможно потому что боевое знамя 97 обс было захвачено войсками нацистской Германии).

## В составе
Формирование входило в состав:
- ПриВО
- Западного фронта, 20-й армии, 61 ск — первая декада июля 1941 года;
- Западного фронта, 20-й армии — июль 1941 года.

## Состав

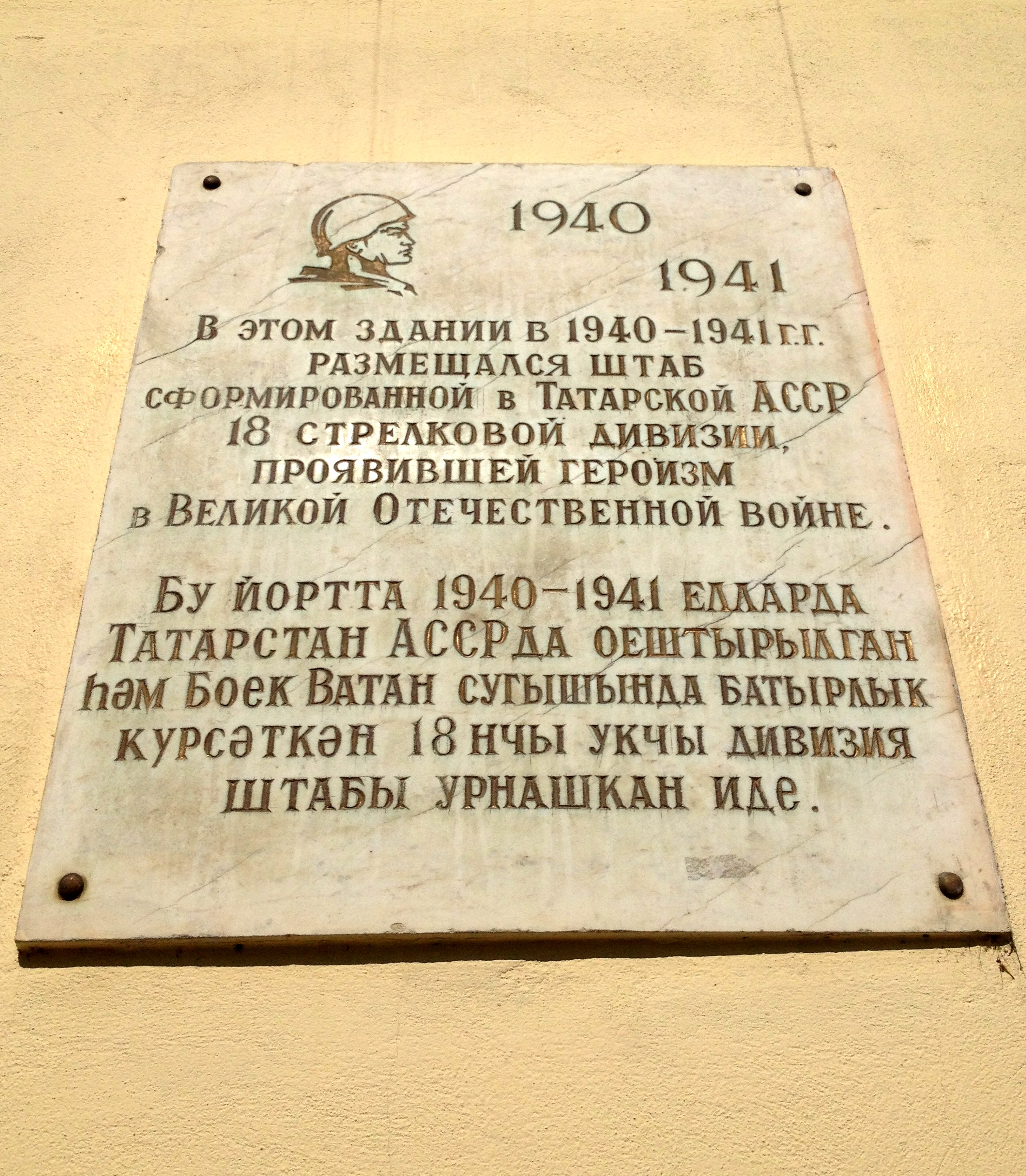
Мемориальная доска в Казани.

- управление (штаб, отделы, отделения);
- 97-й стрелковый полк;
  - 3-й батальон 97 сп (командир — Колотий Василий Денисович, капитан[2]);
- 208-й стрелковый полк (командир — Нурминский Вениамин Леонидович (29.07.1900 — погиб 11.07.1941 г.), полковник[3]);
- 316-й стрелковый полк (командир — Максимцев Демьян Павлович (1904 — погиб в июле 1941 г.), майор[4] ;
- 1-й батальон 316 сп (командир — Дегтярев Александр Федорович, капитан[5]);
- 3-й лёгкий артиллерийский полк;
- 12-й гаубичный артиллерийский полк (командир — Садыков Шаги Хатыпович (1908 — погиб 21.03.1943 г.), майор[6]);
- 64-й отдельный истребительно-противотанковый дивизион;
- 356-й отдельный зенитный артиллерийский дивизион;
- 56-й отдельный разведывательный батальон;
- 86-й отдельный сапёрный батальон;
- 97-й отдельный батальон связи;
- 105-й отдельный медико-санитарный батальон (командир — Сорокин Сергей Александрович, военврач 2 ранга[7]);
- 48-я отдельная рота химический защиты;
- 179-й отдельный автотранспортный батальон;
- 24-я полевая хлебопекарня;
- 215-я полевая почтовая станция;
- 97-я полевая касса Госбанка[8].

## Командиры
Командир дивизии — Свиридов, Карп Васильевич (01.08.1939 — 31.08.1941), полковник.
Начальник штаба — Воронков, Гавриил Сергеевич (убит 20.07.1941), полковник.
Комиссар дивизии — Каторгин, Никифор Фёдорович (ранен 27.10.1941, остался на поле боя).
Начальник артиллерии — Гаврилов, Алексей Владимирович (пропал без вести в сентябре 1941 г.), полковник.
Начальник штаба артиллерии — Рахманов, Андрей Александрович, майор.
Начальник связи — Казанцев, Вениамин Юрьевич, подполковник.

## Известные люди, связанные с дивизией
1. Алексеев, Василий Алексеевич — С апреля по июнь 1919 года -  агент связи управления артиллерии дивизии. Впоследствии, советский военный деятель, генерал-майор инженерно-артиллерийской службы (1942).